# Khottabych
Khottabych (tiếng Nga: Гассан Абдуррахман ибн Хоттаб) là một nhân vật trong truyện cổ tích hiện đại viết cho thiếu nhi Ông già Khottabych (Старик Хоттабыч) của nhà văn Liên Xô Lazar Lagin, đã được dựng thành phim năm 1956 và năm 2006.

## Truyện
Trong tác phẩm Ông già Khottabych, ông già Khottabych là một vị thần trong truyện cổ Nghìn lẻ một đêm, bị nhốt trong một cái bình gốm phủ rêu đã yểm bùa có khắc tên đức Allah hàng nghìn năm dưới đáy sông Moskva. Ông được Volka, một đội viên thiếu niên 12 tuổi mò lên và giải thoát. Tên đầy đủ của ông là Hassan Abdul-rahman ibn Khattab (Гассан Абдуррахман ибн Хоттаб), nhưng được chú bé Volka gọi vắn tắt là ông già Khottabych. Ông là một vị thần (gin), con của Khottab (Хоттаб) hùng mạnh, đã cùng em trai là Omar Asaf Khottabych chống lại vua Solomon (Sulayman) con trai của David.

## Mô tả
Ông già Khottabych được miêu tả là một người nhỏ bé, gầy, da đen (màu da của dân xứ Ba Tư), đặc biệt có bộ râu dài đến tận thắt lưng. Đầu đội khăn xếp truyền thống của xứ Ba Tư, mặc áo len dài màu trắng có thêu viền chỉ vàng bạc, quần lụa cũng màu trắng, đi giày da dê thuộc màu hồng với mũi giày vểnh lên. Do bị giam cầm lâu dưới đáy biển sâu lạnh nên bị mắc chứng viêm họng kinh niên, suốt ngày hắt xì.

## Tài phép
Mỗi lần làm một phép lạ, ông già lại rút một sợi râu. Nếu bộ râu ướt thì ông sẽ mất phép lạ trong một thời gian ngắn.

## Tật
Nổi khùng khi:
- Khi có người làm việc có tính chất trên cao hơn mình
- Khi có người giúp cậu Volka

## Trong các thứ tiếng

### Tiếng Việt
Tên nhân vật này đã đi vào vốn từ tiếng Việt với từ lóng "cụ Khốt" hay "lão Khốt", ám chỉ người bảo thủ, cổ hủ.

### Tiếng Anh
The Old Genie Hottabych, Fredonia Books, 2001.

### Tiếng Hindi
Beeswin sadi ka jinn. New Delhi, Rajkamal xuất bản. Bản dịch của Kamaleshwar - dịch giả tiếng Hindi nổi tiếng.

## Trong phim ảnh
- Trong phim năm 1956, vai Khottabych do diễn viên Волков, Николай Николаевич ()1900-1985)
- Phim năm 2006: Толоконников, Владимир Алексеевич